# Bécordel-Bécourt
Bécordel-Bécourt är en kommun i departementet Somme i regionen Hauts-de-France i norra Frankrike. Kommunen ligger i kantonen Albert som tillhör arrondissementet Péronne. År 2022 hade Bécordel-Bécourt 154 invånare.

## Befolkningsutveckling
Antalet invånare i kommunen Bécordel-Bécourt
| Referens: INSEE |